# 诺伊恩基兴-弗尔登
诺伊恩基尔兴-弗尔登是德国下萨克森州的一个市镇。总面积90.85平方公里，总人口7944人，其中男性4007人，女性3937人（2011年12月31日），人口密度87人/平方公里。